# سونوما (کالیفرنیا)
سونوما (به انگلیسی: Sonoma) شهری در شهرستان سونوما ایالت کالیفرنیا است که در سرشماری سال ۲۰۱۰ میلادی، ۱۰۶۴۸ نفر جمعیت داشته است.
بخش‌های سونوما، ناپا، و یوبا در کنار یکدیگر قرار دارند.